# Каменка (приток Чумыша)
Ка́менка — река в Залесовском районе Алтайского края, правый приток реки Чумыш (приток Оби). Длина 78 км. Площадь водосборного бассейна — 1150 км².
Берёт начало на западных отрогах Салаирского кряжа. Течёт в юго-западном направлении. Устье находится в 191 км от устья Чумыша по правому берегу у села Заплывино. На Каменке расположено сёла Кордон, Пещерка, Залесово.

## Притоки
Объекты перечислены по порядку от устья к истоку.
- 7 км: Урап[2] (пр)
- 26 км: Жерновка[2] (лв)
- 42 км: Пещерка[5] (пр)
- 50 км: Выдриха[5] (Бол. Выдриха) (пр)
- Федориха[5] (лв)
- Каменушка[5] (пр)

## Данные водного реестра
По данным государственного водного реестра России относится к Верхнеобскому бассейновому округу, водохозяйственный участок реки — Чумыш, речной подбассейн реки — Обь от впадения Чулыма без Томи. Речной бассейн реки — (Верхняя) Обь до впадения Иртыша.
Код водного объекта — 13010200412115200003170.